# Міккель Гансен
Міккель Гансен (дан. Mikkel Hansen; нар.. 22 жовтня 1987, Гельсінгер) — данський гандболіст, лівий напівсередній французького клубу «Парі Сен-Жермен» та збірної Данії. Олімпійський чемпіон 2016 року, Чемпіон Європи 2014 року, дворазовий срібний призер чемпіонатів світу 2011 та 2013 років, кращий бомбардир чемпіонату світу 2011 року, кращий гравець чемпіонату світу 2013 року.

## Кар'єра

### Клубна
Міккель Гансен у 2008 році уклав контракт з Барселоною. У Барселоні Міккель Гансен провів два сезони. У 2010 році Міккель Гансен повертається в Данію, де підписує контракт з клубом Копенгаген. Після двох сезонів у клубі Копенгаген, Міккель Гансен укладає контракт з Парі Сен-Жерменом. За підсумками сезону 2015/2016 років чемпіонату Франції Міккель Гансен став найкращим гравцем ліги і потрапив до символічної збірної чемпіонату Франції 2015/2016 на позиції лівий напівсередній.

### У збірній
З 2007 року Міккель Гансен виступає за збірну Данії. Він зіграв 147 матчів і забив 685 голів. Увійшов до символічної збірної на позиції лівий напівсередній за підсумками Олімпійського турніру з гандболу 2016 року. Міккель Гансен визнаний найціннішим гравцем Олімпійського турніру 2016 року з гандболу

## Титули
- Олімпійський чемпіон: 2016
- Переможець чемпіонату Франції: 2013, 2015, 2016
- Володар кубка Франції: 2014, 2015
- Гравець року за версією ІІХФ (чоловіки): 2011[4], 2015[5]
- MVP турніру Олімпійських ігор: 2016
- MVP чемпіонату Франції: 2016
- MVP чемпіонату світу: 2013
- Кращий бомбардир чемпіонату світу: 2011
- Кращий бомбардир чемпіонату Франції: 2015, 2016
- Кращий бомбардир Ліги чемпіонів ЄГФ: 2012, 2016

## Статистика
Статистика Миккеля Гансена сезону 2017/2018 років оформлена на 2 березня 2018 року:
| Сезон        | Клуб            | Ліга              | Матчі | Голи | 7-метр | Голи |
| ------------ | --------------- | ----------------- | ----- | ---- | ------ | ---- |
| 2012/13      | Парі Сен-Жермен | Чемпіонат Франції | 20    | 103  | 0      | 103  |
| 2013/14      | Парі Сен-Жермен | Чемпіонат Франції | 22    | 103  | 1      | 102  |
| 2014/15      | Парі Сен-Жермен | Чемпіонат Франції | 26    | 203  | 67     | 136  |
| 2015/16      | Парі Сен-Жермен | Чемпіонат Франції | 25    | 228  | 111    | 117  |
| 2016/17      | Парі Сен-Жермен | Чемпіонат Франції | 26    | 104  | 21     | 83   |
| 2017/18      | Парі Сен-Жермен | Чемпіонат Франції | 13    | 64   | 26     | 38   |
| 2013–по н.в. | Разом           | Чемпіонат Франції | 132   | 805  | 216    | 589  |